# Rocky Point (Oregon)
Rocky Point az Amerikai Egyesült Államok északnyugati részén, Oregon állam Klamath megyéjében, a Klamath-tó nyugati partján, a Fremont–Winema Nemzeti Erdőben elhelyezkedő statisztikai település. A 2020. évi népszámláláskor 310 lakosa volt.
A Klamath-tó kenus útvonala a Klamath-medencei tájvédelmi körzet része.

## Története
Rocky Point kezdetben a San Franciscó-iak kedvelt nyaralóhelye volt. A települést többször is átnevezték: Pelican postahivatala 1888 és 1907, Lawrentzé 1894 és 1895, Pelican Bayé pedig 1913 és 1924. február 11-e között működött. 1924. június 30-én felvette a Rocky Point, 1947-ben pedig E. H. Harriman vasútmágnás után a Harriman nevet. Harriman postája 1954-ben zárt be.
Edward Harriman 1906-ban megvásárolta az 1889-ben megnyílt üdülőt és Harriman Lodge-ra nevezte át (a korábbi 1942-ben leégett és 1953-ban építették újjá). Harriman vendégei közt volt John Muir naturalista. Az üdülőt 1986-ban Claude és Betty Marshall vásárolta meg, majd több tulajdonosváltást követően az 1990-es évek végén zárt be. Az 1912-ben épült Point Comfort Lodge szerepel a történelmi helyek jegyzékében; helyiek szerint a „kecskegaloppról” volt hírhedt (azaz valójában bordélyház volt). A Rocky Point Resort az 1880-as években nyílt meg. 1910-ben Rocky Pointból a Kráter-tavon keresztül Klamath Fallsba összeköttetést biztosító gőzhajók közlekedtek. Az 1930-as években a térség továbbra is kedvelt üdülőhely volt a San Franciscó-i felsőbb osztály körében.
Az 1900-as évektől a turizmus mellett a faipar is jelentős volt. Fafeldolgozó legközelebb Odessában volt.

## Éghajlat
A település éghajlata mediterrán (a Köppen-skála szerint Csb).

## Fordítás
- Ez a szócikk részben vagy egészben  a   Rocky Point, Oregon című angol Wikipédia-szócikk ezen változatának fordításán alapul.  Az eredeti cikk szerkesztőit annak laptörténete sorolja fel. Ez a jelzés csupán a megfogalmazás eredetét és a szerzői jogokat jelzi, nem szolgál a cikkben szereplő információk forrásmegjelöléseként.